# Jardin Casque-d'Or
Jardin Casque-d'Or är en park i Quartier de Charonne i Paris tjugonde arrondissement. Parken är uppkallad efter den franska kurtisanen Amélie Élie (1878–1933), kallad Casque d'Or. Parken, som invigdes år 1972, har ingångar vid Rue Michel-de-Bourges, Rue de la Réunion och Rue des Haies.

## Bilder
| - Jardin Casque-d'Or. - Parkens skylt. - Jardin Casque-d'Or. |

## Omgivningar
- Saint-Jean-Bosco
- Jardin Damia
- Place Marc-Bloch
- Bibliothèque Louise Michel

## Kommunikationer
- Tunnelbana – linje  – Buzenval
- Busshållplats Vignoles – Paris bussnät

### Webbkällor
- ”Jardin Casque d'Or” (på franska). Paris.fr. Arkiverad från originalet den 11 oktober 2022. https://archive.ph/eAMXG. Läst 11 oktober 2022.
- ”Jardin Casque d'Or (20ème arrondissement)”. Les rues de Paris. https://web.archive.org/web/20180306081611/http://www.parisrues.com/rues20/paris-20-jardin-casque-d-or.html. Läst 11 oktober 2022.